# Huayna Capac
A Hanan-dinasztiából származó Huayna Capac (Kecsua nyelven Wayna Qhapa (IPA:[waina ˈqʰapax]) azaz „ragyogó fiatal”[forrás?]); (1467 - 1525 vagy 1527) Tupac Inca Yupanquit követte a trónon, és az Inka Birodalom tizenegyedik uralkodója volt. Feleségétől, Coya Cusirimay-tól nem született fiú örököse, de ágyasaitól legalább, vagy több mint 50 utóda született (köztük  Ninan Cuyochi, Huáscar, Atahualpa, Tupac Huallpa, Manco Inca Yupanqui, Atoc, Pawllu Inca és Quispe Sisa).

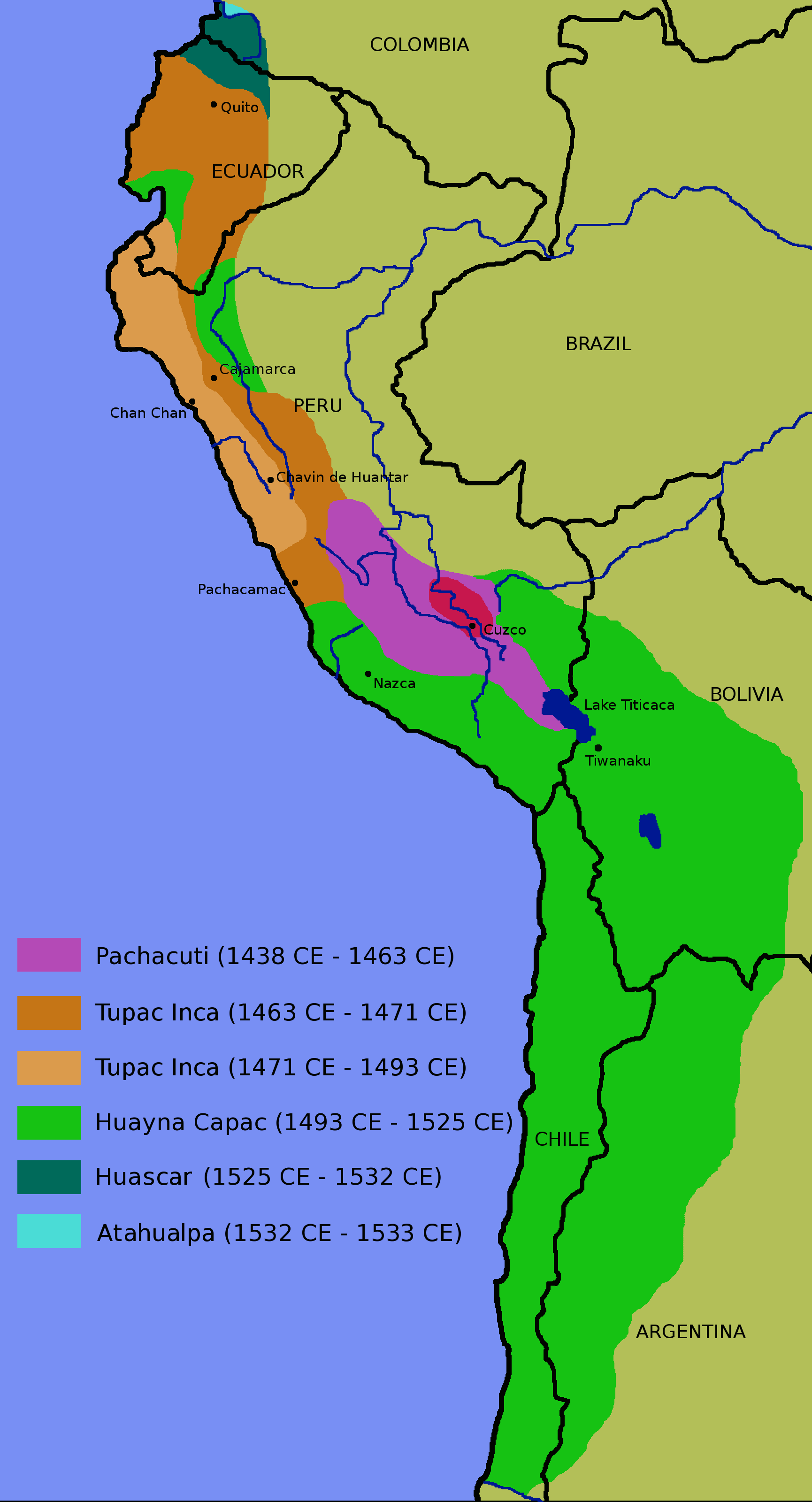
Az Inka Birodalom terjeszkedése. A Huayna Capac által elfoglalt területek zölddel jelölve

Huayana Capac délen kiterjesztette az Inka Birodalom határait egészen a mai Chileig és Argentínáig. Seregeivel éveken keresztül harcolt északon, (mai Ecuador és Kolumbia területén) hogy új területeket foglaljon el. Birodalmának fővárosa a délen fekvő Cuzco volt, de kísérletet tett Quito városának megerősítésére is.
1525-ben életét vesztette az északi tartományokban vívott harcok során (Quitói háborúk). Feltehetően a táborban kitört feketehimlő végzett az uralkodóval és fiával, Ninan Cuyochi-val. A kitört járvány megtizedelte Cuzco lakosságát is.
Halála előtt a számára két legkedvesebb gyermeke, Huáscar és Atahualpa között két részre osztotta birodalmát. A kettejük között később kirobbanó harc, és a spanyolok megérkezése azonban megpecsételte az Inka Birodalom sorsát.
Huáscar éppen Ninan elmozdításán dolgozott, amikor tudomást szerzett apja és testvére haláláról. Ezt követően megerősítette hatalmát délen és elfogatta féltestvérét. Atahualpának azonban sikerült a fogságból megszöknie, és az északi provinciákba távozva elnyerte apja hadvezéreinek támogatását és sereget toborzott. Végül Atahualpa került ki győztesen a polgárháborúból, de uralma nem tartott sokáig, mert a spanyol konkvisztádorok megérkeztek Dél-Amerikába. Pizarro elfogta, majd kivégeztette az inka uralkodót.

## Fordítás
- Ez a szócikk részben vagy egészben a Huayna Capac című angol Wikipédia-szócikk ezen változatának fordításán alapul.  Az eredeti cikk szerkesztőit annak laptörténete sorolja fel. Ez a jelzés csupán a megfogalmazás eredetét és a szerzői jogokat jelzi, nem szolgál a cikkben szereplő információk forrásmegjelöléseként.